# Battles (musikalbum)
Battles är In Flames tolfte studioalbum, släppt den 11 november 2016 på Nuclear Blast.
Första singeln "The End" släpptes 25 augusti 2016. Även "The Truth" och "Through My Eyes" släpptes med videor innan utgivningen av fullängdsalbumet. Albumet består av 12 spår med en total längd på drygt 47 minuter. 
Battles blev det sista albumet med basisten Peter Iwers.

## Medlemmar
- Anders Fridén – sång
- Björn Gelotte – gitarr
- Niclas Engelin – gitarr
- Peter Iwers – basgitarr
- Joe Rickard – trummor

## Låtlista
1. Drained - 04:06
2. The End - 03:58
3. Like Sand - 03:43
4. The Truth - 03:04
5. In My Room - 03:25
6. Before I Fall - 03:27
7. Through My Eyes - 03:50
8. Battles - 02:58
9. Here Until Forever - 04:19
10. Underneath My Skin - 03:30
11. Wallflower - 07:06
12. Save Me - 04:12

### Bonusspår
Albumet ges även ut på vinyl samt i en digipack-utgåva, båda med bonusspåren Greatest Greed och Us Against the World.